# Pierre Wemaëre
Pierre Wemaëre (1. oktober 1913 – 8. januar 2010) var en fransk billedkunstner, som arbejdede tæt sammen med Asger Jorn bl.a. omkring udarbejdelsen af tæpper og udsmykningen af Statsgymnasiet i Århus. Jorn har kaldt Wemaëre den 'mest COBRA', selvom Wemaëre aldrig var medlem af COBRA. Det skyldes at hans kunstværker er meget lig COBRA gruppens.